# Richtlinie 75/117/EWG (Entgeltgleichheitsrichtlinie)
Die europäische Entgeltgleichheitsrichtlinie oder Richtlinie 75/117/EWG ist eine Vorschrift der europäischen Gemeinschaft, zur Geschlechtergleichstellung innerhalb der Europäischen Union. Zusammen mit den Richtlinien 76/207/EWG, 86/378/EWG und 97/80/EG wurde sie in der neuen Richtlinie 2006/54/EG vom 5. Juli 2006 zusammengefasst. Die neue Richtlinie setzt die Richtlinie 75/117/EWG zum 14. August 2009 außer Kraft.
Die Richtlinie legt den Grundsatz des gleichen Entgelts für gleichwertige Arbeit fest.

## Umsetzung in nationales Recht
In Deutschland wurde die Entgeltgleichheitsrichtlinie durch § 612 Abs. 3 BGB umgesetzt. Das Allgemeine Gleichbehandlungsgesetz (AGG) setzte § 612 Abs. 3 BGB außer Kraft.

## Kritik
Laut Kritik des deutschen Juristinnenbundes setze § 612 Abs. 3 BGB nur um, was ohnehin durch den Artikel 141 EG festgelegt war; insbesondere sei Artikel 1 der Richtlinie 75/117/EWG nicht in § 612 Abs. 3 BGB umgesetzt worden. Nach Inkrafttreten des AGG sei der Umsetzungsmangel weiter verschärft, da 8 Abs. 2 AGG hinter § 612 Abs. 3 BGB zurückbleibe.